# دیسفاژی

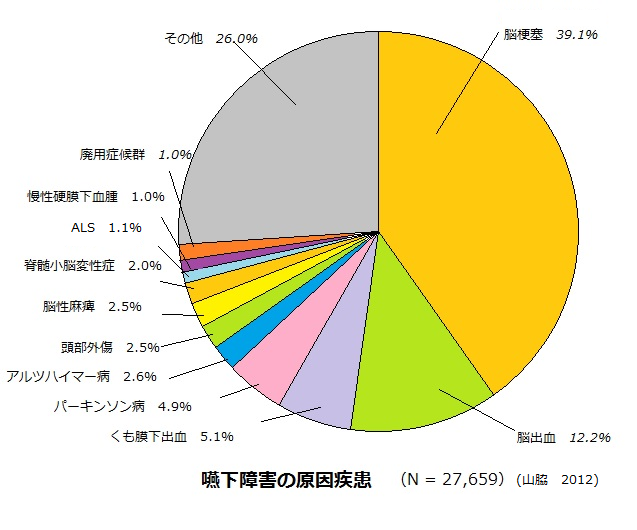
گراف از یک دیسفاژی

دیسفاژی (به فرانسوی: dysphagie) در زبان لاتین از دو قسمت -dys به‌معنای بد و دشوار، و phag به‌معنای بلع تشکیل شده‌است و به‌معنای «دشواری در بلع» است.
دیسفاژی می‌تواند دائم، متناوب، پیش‌رونده، نسبت به تمام غذاها (دیسفاژی موتور یا حرکتی) یا فقط نسبت به غذاهای جامد (دیسفاژی مکانیکال در اوایل بروز) باشد. مشکل می‌تواند در حلق یا مری باشد.
دیسفاژی موتور (حرکتی) از نوع متناوب شامل بیماری اسپاسم منتشر مری (DES) و دیسفاژی موتور از نوع پیش‌رونده شامل آشالازی و اسکلرودرمی است.
دیسفاژی مکانیکال از نوع متناوب شامل رینگ شاتسکی و دیسفاژی مکانیکال از نوع پیش‌رونده شامل تنگی پپتیک و بدخیمی‌های موضعی است.
دیسفاژی در حالت وخیم، که بلعیدن غیرممکن می‌شود، آفاژی (به فرانسوی: Aphagie) نامیده می‌شود.
از روش‌های تشخیصی، بلع مادهٔ حاجب (باریم) است که به آن باریم سوآلو گویند.

## واژه‌شناسی
«دُش‌اُوباری» به‌معنی بلعیدن و اوباریدنِ دشوار است. پیشوند «دُش-» هم‌معنی و هم‌ریشه با پیشوند لاتینیِ -dys است.